# 祐漢第二街 (巴士總站)
祐漢第二街（葡萄牙語：Rua 2 Iao Hon）位於澳門花地瑪堂區祐漢新村第二街的一個終點站，澳巴22路線以該站為終點站。

## 歷史
- 本站原為設於馬場海邊馬路來來超級市場門前的「祐漢總站」，後來配合發展需要，該總站於1995年分拆成為順景廣場總站以及祐漢第一街總站（本站前身）；後來為配合2001年祐漢區道路網重整，祐漢第一街逆向行車，總站遷至祐漢第二街[1]；在新巴士模式實行之前，即兩巴年代，以順景廣場總站或本站為終點站的路線，車頭均只標示「祐漢」二字。

- 2004年2月2日，7短線開辦，以本站為總站。

- 2009年4月26日，配合第二階段澳門巴士路線調整，7短線停辦並改為7A路線並新增停靠本站。[2][3]
- 2016年12月10日，34路線取消停靠本站。 [4]

- 2017年4月9日，舊7路線與7A路線合併，不再以本站為總站或途經本站。另外，2、6A、12、19、28C路線取消停靠本站。[5]

- 2017年8月29日至9月21日，因關閘總站受超強颱風天鴿帶來的嚴重風暴潮影響破壞而關閉，10B、18路線一度以本站為臨時總站。[6][7]

- 2022年6月27日01:00至7月3日，因應祐漢牡丹樓實施封控措施，本站暫停使用，22路線落客站設於“馬場海邊馬路”站，上客站位於往祐漢新村第六街方向距離本站約50米的臨時站。[8]

## 設施
- 本站設有站長
- 澳巴服務台

## 路線資料
| 澳巴 | 22 | 祐漢 | ↺ 柯維納馬路 輕軌馬會站 | - 祐漢（祐漢街市、麗華大廈） - 望廈社屋（望德樓、望賢樓） - 美副將（愉景花園、鮑思高） - 二龍喉公園及得勝花園 - 塔石體育館 - 水坑尾 - 約翰四世大馬路 - 亞馬喇前地 - 史伯泰（麗景灣酒店） - 氹仔市區（大中華廣場、泉裕豪庭） - 氹仔舊城區（嘉模泳池、官也街、地堡街） - 澳門運動場 |

## 圖片集

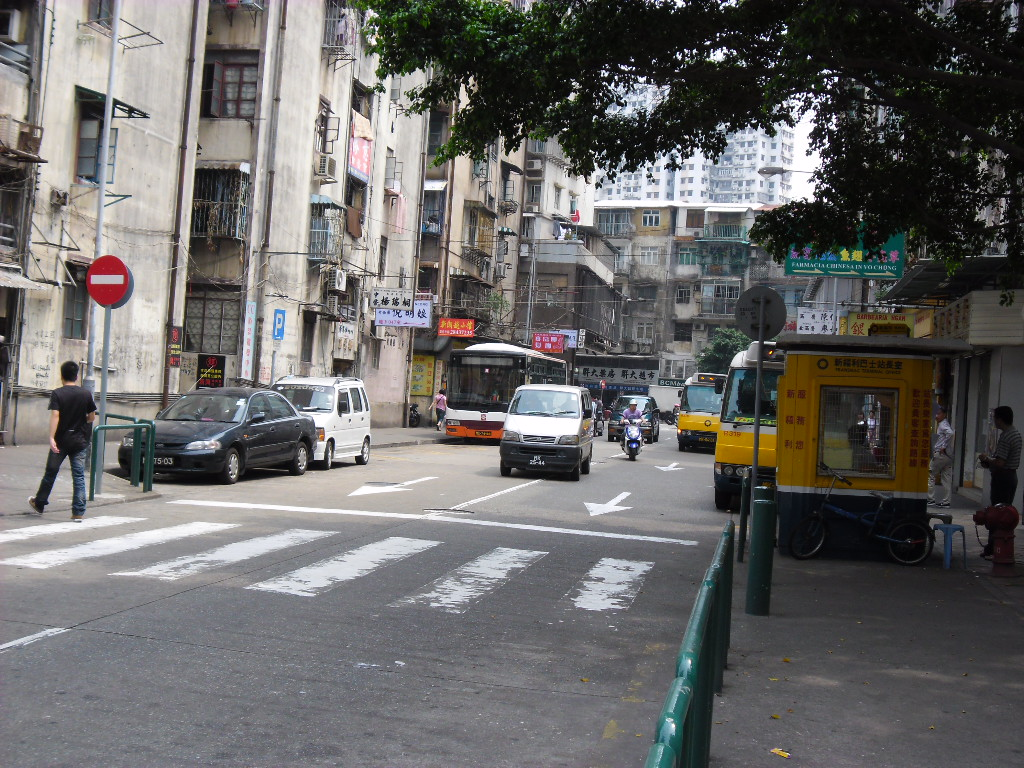
2011年8月以前，兩巴共用祐漢第二街巴士總站

## 鄰近公共運輸站
M227 長壽大馬路／勝意樓（Av. da Longevidade / Edf. Seng Yee）
路線：2、6A、7、12、19、28C
M276 馬場海邊馬路（Est. Marginal do Hipódromo）
路線：18、34、N1B
M281 祐漢第一街（Rua 1 Iao Hon）
路線：10、27、29

## 外部連結
- 澳巴官方網站（繁體中文）（页面存档备份，存于）